# Brixia membranifera
Brixia membranifera är en insektsart som beskrevs av Van Stalle 1987. Brixia membranifera ingår i släktet Brixia och familjen kilstritar. Inga underarter finns listade i Catalogue of Life.